# Колпакчи, Григорий Иванович
Григорий Иванович Колпакчи (фр. Grégoire Kolpaktchy (Kolpaktchi) — Грегуар Колпакчи; при рождении Гирш Ицкович Колпакчи; 15 (27) марта 1886, Хотин, Бессарабская губерния — 1973, Париж) — русско-французский философ и египтолог, полиглот. Доктор философии. Участник антропософского движения (теоретик, издатель, редактор, переводчик). Известен первыми прямыми переводами древнеегипетской «Книги мёртвых» на немецкий, французский и итальянский языки.

## Биография
Из еврейской семьи. Сын Ревекки Моисеевны (Раисы Михайловны) Колпакчи (1864 — 13 марта 1925, Берлин) и Ионы (Ивана) Марковича Колпакчи (16 апреля 1857 — 29 апреля 1909) — врача-отоларинголога, уроженца Хотинского уезда Бессарабской губернии, выпускника Каменец-Подольской мужской гимназии (1876) и Санкт-Петербургской Императорской медико-хирургической академии (1881), приват-доцента Харьковского университета. Дед, купец второй гильдии Мордко (Мордхе) Лейбович (Маркус Львович) Колпакчи (1834—?), был совладельцем «Пивоваренного завода Колпакчи и Бронштейна» в Хотине. У него были сестра Лана (1899), братья Шелом (Александр, 1888) и Ихель (1889). Троюродная сестра — востоковед-японист Евгения Максимовна Колпакчи, троюродный брат — военачальник Владимир Яковлевич Колпакчи. Родители переехали в Харьков из Хотина, где отец служил врачом городской больницы, в 1886 году вскоре после рождения Григория — старшего из трёх сыновей.
Учился в гимназии в Харькове, затем на юридическом факультете в Санкт-Петербургском университете. В 1911 году работал помощником присяжного поверенного и жил с матерью и братом Александром в Петербурге на улице Надеждинской, дом 22, позже на 5-й Рождественской улице, дом 16. Занимался графикой, в том числе абстрактной карикатурой.
В 1915—1924 годах учился на отделении египтологии Практической школы высших исследований (секция исторических наук и филологии) в Париже, окончил Национальный институт восточных языков и культур; доктор философии.

### Участие в антропософском движении
С 1910 года последователь антропософского учения Рудольфа Штайнера, с 1913 года — член Русского антропософского общества, избирался казначеем Совета петербургского отделения Антропософского общества. С 1914 года жил в Лондоне. В мае 1914 года участвовал в строительстве антропософского храма «Гётеанум» в Дорнахе (о чём сохранились воспоминания Андрея Белого). Сохранился скульптурный портрет Г. Колпакчи этого периода работы Ханы Орловой.
С 1917 года жил в Париже, где участвовал в работе Русского антропософского кружка, Русского народного университета и Школы Рудольфа Штайнера (1928—1934, вёл как вводный курс, так и специализированные семинары по различным вопросам антропософии), был секретарём парижской масонской ложи «Гермес» (1934). Печатался в философско-критическом журнале «Путь» и журнале «Русская мысль». В 1928—1935 годах был издателем и единственным редактором основанного им журнала «Антропософия: вопросы душевной жизни и духовной культуры», который выходил под эгидой русских антропософских обществ Берлина (Германия) и Кишинёва (Бессарабия, Королевство Румыния) с декабря 1928 по сентябрь 1935 года. Ряд переводов антропософских текстов в журнале был выполнен самим редактором. Публиковался также в различных антропософских изданиях на других языках, в том числе «die Drei» (Zeitschrift für Anthroposophie in Wissenschaft, Kunst und sozialem Leben), «Das Goetheanum» (Internationale Wochenschrift für Anthroposophie und Dreigliederung). Автор работ по метафизике, философии Рудольфа Штейнера и антропософии на русском, немецком и французском языках, философии Ницше (La Source maçonnique de «Ainsi parlait Zarathoustra», 1934), интеллектуальных взаимосвязях алхимии и франкмасонства.

### Интерес к языкам
Согласно советским публикациям 1960—1980-х годов, владел множеством древних и современных языков (в свободном владении упоминаются русский, французский, испанский, португальский, норвежский, турецкий, сербский, современный греческий, берберийский и банту; без словаря читал на различных европейских языках, а также на латинском, древнегреческом, китайском, финском, японском, персидском, арабском, древнеассирийском и древнеегипетском языках), изучал не менее одного языка в год. Преподавал в отделе египтологии в Сорбонне и Национальном институте восточных языков и культур.
Восстановил полный текст и выполнил первый прямой перевод на немецкий и французский языки «Египетской книги мёртвых» (1954), выдержавшей на обоих языках множество переизданий (впоследствии вышел также итальянский перевод, 1956). Первый журнальный вариант немецкого перевода, выполненный по настоянию Рудольфа Штейнера (придававшего этой книге особенное для эзотерических учений значение), был опубликован уже в 1927 году в основном еженедельнике антропософского движения «Das Goetheanum: Internationale Wochenschrift für Anthroposophie und Dreigliederung» (№ 4, 23 января 1927), в котором также выходили философские труды Г. Колпакчи в области антропософии.
Как отметил известный египтолог Я. Занде, перевод «Книги мёртвых» Г. Колпакчи представляет собой пример эзотерической интерпретации источников, основанной на несовершенных изданиях текстов и содержащей много неточностей. «Книга г-на Колпакчи, — писал в своей рецензии Занде, — является примером „эзотерической египтологии“… Эзотерический египтолог… видит египетские источники через разноцветные очки своей определённой теософской точки зрения, и поэтому реальность предстаёт в ложном свете». Э. Хорнунг, сам выполнивший новый немецкий перевод «Книги мёртвых», также перечислил перевод Колпакчи в числе «свободных пересказов» в русле эзотерической литературы, который, тем не менее, пользуется определённой популярностью среди учёных других специальностей.

## Книги
- La Source maçonnique de «Ainsi parlait Zarathoustra» par G. Kolpaktchy. Mercure de France, № 251. Paris: Editions Mercure de France, 1934.
- Le Livre de la vie dans l’au-delà. Livre des morts des anciens Égyptiens: nouvelle version française, avec introduction et notes explicatives par Grégoire Kolpaktchy. Paris: Les Éditions des Champs-Elysées, 1954.
- Livre des morts des anciens égyptiens. Перевод на французский язык, реконструкция текста и комментарии Г. Колпакчи. Paris: Dervy Livres, 1955 (множество переизданий, последнее — 2009)[72].
- Ägyptisches Totenbuch. Ubersetzt und kommentiert von Gregoire Kolpaktchy (Перевод на немецкий язык и комментарии Г. Колпакчи). München-Planegg: O. W. Barth, 1954 (множество переизданий, последнее — 2010)[73].
- Libro dei morti degli antichi Egizi. A cura di Gregorio Kolpaktchy. Milano: Edizioni Ceschina, 1956 (с переизданиями).